# Chiesa di Santo Stefano (Pistoia)
La chiesa di Santo Stefano è un edificio religioso di Pistoia, situato nell'omonima piazzetta e facente parte del monastero delle Clarisse. 

## Storia
La chiesa sorse in epoca romanica come dipendente dalla Badia a Fontana Taona, e nel corso del Cinquecento fu data in commenda alla famiglia fiorentina dei Pazzi, che nell'attiguo monastero crearono una sorta di villa dentro le mura urbane.
In seguito divenuta di patrimonio pubblico, fu concessa nel 1924 alle Clarisse pistoiesi, le quali, riunitesi da vari istituti soppressi prima dal vescovo Scipione de' Ricci e poi dalle leggi postunitarie, si trovavano in una sede non adeguata in via Corilla dopo essere state costrette a lasciare il monastero di San Pier Maggiore.